# Zapadnomanuski jezici
Zapadnomanuski jezici, podskupina od (8) manuskih jezika šire istočnoadmiralske skupine koji se govore u Papui Novoj Gvineji u provinciji Manus. Pripadaju joj jezici: bipi [biq], hermit [llf], khehek [tlx], likum [lib], mondropolon [npn], nyindrou [lid], sori-harengan [sbh], tulu-bohuai [rak]
Zajedno s istočnoadmiralskim (12) i mokoreng-loniu (2) jezicima čine manusku skupinu istočnoadmiralskih jezika

## Vanjske poveznice
- Ethnologue (14th)
- Ethnologue (15th)